# HH 34
HH 34 est un objet Herbig-Haro situé à environ 1 500 années-lumière de la Terre dans la constellation d'Orion.
On y retrouve une protoétoile.